# 巴米扬
巴米扬，舊稱「梵衍那、范陽國、望衍國、帆延國」，位于阿富汗中部，是巴米扬省的首府。
著名的巴米扬大佛即位于该市附近。

## 友好城市
- 美国傑靈